# Tournant de la rigueur
Le tournant de la rigueur désigne la politique économique décidée dans plusieurs pays européens au moment de la grande crise du système monétaire européen de 1981 à 1983, dans le sillage du choc Volcker causé par l'inflation provenant du second choc pétrolier de fin 1979, quand les soubresauts du dollar, qui subit des baisses brutales au cours de sa longue ascension de 1980-1985, contribuent à déstabiliser le Système monétaire européen, dans la mesure où il renforce les monnaies fortes, mark et florin, dont la remontée ne peut être suivie par les monnaies faibles : lire italienne, très mal en point ; franc belge et franc français.
Le système monétaire européen (SME) est plongé dans une série de crises monétaires graves,, qui ont pris « un tour dramatique » pour le SME, le « plus aigu depuis sa création, en mars 1979 », soldée par un « baroud d'honneur à Bruxelles ».
En France, dès son élection en mai 1981, le président François Mitterrand s'est opposé à la sortie du franc du SME proposée à nouveau chaque mois sous forme de notes de ministres et conseillers qui « s'accumulent sur son bureau », car il est soucieux de ne « pas isoler la France de la communauté européenne ». Il confirme en mars 1983 le « tournant libéral entamé dès juin 1982 », dans le contexte d'attaques contre le franc et d'autres monnaies européennes, mettant fin dès janvier 1982 à une politique de relance keynésienne, la relance Mauroy. Une politique de rigueur proche a été mise en place à la même époque, dans les pays à monnaie dite « faible », dès février 1982 en Belgique, mais aussi en Italie. A Paris, le numéro un de la CFDT la demande dès le début 1982.
La spéculation en faveur du Mark est accélérée par la victoire aussi inattendue que confortable, aux élections fédérales ouest-allemandes du 6 mars 1983, d'Helmut Kohl, porteur de « la rigueur avec le sourire », qui avait annoncé fin octobre 1982 un total des dépenses 1983 en hausse de seulement 2,9 % pour une inflation proche de 5 %, décision favorable à la monnaie allemande.
La monnaie allemande profite aussi des anticipations de repli rapide du dollar, car la baisse du prix de détail de 0,2% en février 1983 aux États-Unis, « la seconde depuis août 1965 » est « une excellente nouvelle », incitant à espérer une baisse des taux d'intérêt, et dans son sillage de la monnaie américaine. Mais la monnaie américaine ne se reprendra qu'après cette crise monétaire européenne, plus tard seulement, quand on apprendra qu'en février 1983 aussi, la masse monétaire a progressé en rythme annuel de 21 % contre les 4 % à 8 % souhaités par le président de la Fed Paul Volcker pour l'année 1983, ce qui a fait que « le loyer de l'argent au jour le jour est remonté à 9% ».
Adopté sans vote au Parlement, par la procédure du 49.3, pour respecter les plafonds fixés dès février 1982 par Jacques Delors au déficit budgétaire (3 % du PIB) et la dette publique (25 % du PIB), le plan de rigueur de juin 1982 est complété par un second en mars 1983, qui entraine les départs de Jean-Pierre Chevènement et Michel Jobert, les deux ministres les plus favorables à la sortie du SME,, et la promotion de Laurent Fabius et Michel Rocard, opposés à ce choix. Jacques Delors, qui espérait être nommé Premier ministre, n'obtient pas cette promotion. Chargé de l'Économie dans le gouvernement Pierre Mauroy 3, il doit défendre cette politique de rigueur qu'il avait lancée dès 1982 mais en prévoyant une durée limitée à un an. Le franc subit une troisième dévaluation après celle de 1981 et 1982, anticipées par les spéculations des investisseurs internationaux sur les marchés de changes. Au même moment, le gouvernement fermes mines de charbon et usines sidérurgiques, ou encourage les restructurations chez Peugeot-Talbot.

## Contexte

### États-Unis: un "choc Volcker" contre le second choc pétrolier

#### Un choc monétaire long de trois ans
Le  Choc Volcker dure trois ans, de 1979 à 1982 et la longue dépression au USA doit ensuite être combattue sans lésiner : comme attendu le niveau des taux d'intérêt américains à court terme baisse fortement dès 1982 pour s'adapter à une nouvelle donne, la chute de l'inflation mais aussi la longue et profonde récession du début des années 1980 aux États-Unis. Le fait que ces taux d'intérêt américains à court terme baissent rapidement et fortement dope la monnaie allemande, par vagues : elle est recherchée à court terme et la monnaie des USA à long terme, toutes les autres monnaies passant ensuite.

#### Un choc monétaire en deux phases, janvier 1980 et juin 1981
Sévère, la potion américaine est cependant administrée avec discernement, avec un assouplissement rapide dès que l'effet recherché a été atteint. La difficulté vient du fait que la longue récession du début des années 1980 aux États-Unis s'effectue en deux temps, avec au milieu une petite reprise au printemps 1981, qui fait remonter les Fed funds en juin 1981. Il y a ainsi deux fortes baisses des Fed funds au cours des premiers semestres des années 1981 et 1982, la première stoppant au printemps 1981 et la seconde, beaucoup plus rapide et ample se poursuivant au début de 1983.

#### Juin 1981: taux d'intérêt américains à 20%, record historique
En juin 1981, pour réagir à la forte inflation générée par le second choc pétrolier découlant de la crise des otages américains en Iran et de l'invasion de l'Afghanistan par l'Union soviétique, le niveau des taux d'intérêt américains à court terme atteint à New York « le record historique de 20 %, attirant tous les capitaux flottants du monde en quête du placement le plus rémunérateur ». C'est le « Choc Volcker », du nom de Paul Volcker, président de la Banque centrale américain, qui n'hésite pas à casser temporairement la croissance américaine, afin de briser avec elle l'inflation, pour espérer revenir à une plus grande stabilité des prix.
À cette date, la divergence entre la politique économique américaine et celle menée en France par le tout nouveau gouvernement d'union de la gauche est « à son maximum » : la première est très puissamment orientée contre l'inflation, sans avoir peur des dégâts pour la croissance, quand la seconde est entièrement tournée vers la relance budgétaire.
Selon le conseiller industriel de gauche Alain Boublil, l'un des nombreux à souhaiter la sortie du franc SME, le contexte en France est la continuité après cinq dévaluations pendant le septennat Giscard, avec pour résultat des parités fixes entre mark et franc seulement depuis 1976, alors qu'est apparue « un écart d'inflation de un à trois » et le choc Volcker, que la France a mal géré.

### Dynamique du mark, rival du dollar plus qu'ancre du SME
En 1981, pour François Mitterrand, le dollar, outil au service du nouveau président conservateur américain Ronald Reagan est « la cause principale des difficultés de l'économie mondiale » et son ministre de l'Économie Jacques Delors craint « l'équivalent d'un choc pétrolier » de plus si le dollar s'apprécie trop, notamment en juin 1981 quand le taux d'intérêt à court terme américain atteint le record historique de 20 %. Mais pour le docteur en histoire contemporaine Olivier Feiertag, qui a analysé les archives du conseil général de la Banque de France, « lieu d'observation privilégié des tempêtes monétaires internationales de la période » du début des années 1980, « la réalité historique de la relation entre la France et le dollar » dans cette période est « autrement plus complexe » et il faut tenir compte de la dynamique du deutsche mark, « le vrai rival du dollar dans la période, mais aussi l'ancre du SME », et le conseil général de la Banque de France s'inquiète lui surtout des « phases de hausse et de baisse du dollar », et de leur impact sur le mark, au moment de l'émergence des nouveaux pays industriels d'Asie du Sud-Est aux monnaies liées au dollar, dont la croissance créé des fluctuations nouvelles de l'offre.
Le contexte politique français est par ailleurs marqué par les réactions très négatives du gouvernement aux grèves qui commencent dans l'industrie automobile française à partir du printemps 1982, les ministres multipliant en janvier 1983 les dénonciations d'une influence extérieure ou religieuse, dans le sillage d'une une note interne à la direction du groupe automobile, 16 juillet 1982, quelques jours après la fin d'une première grève, s'employant à analyser un supposé changement dans le comportement de la « forte minorité musulmane » au sein de ses ouvriers.

### Belgique et Italie: le SME utilisé en vue de réformes

#### Désaccords sur les projets de dévaluation en Belgique
Les projets de dévaluation en Belgique apparaissent au moment du second choc pétrolier mais sont combattus par la Banque centrale, qui craint que ce médicament soit pire que le mal combattu. Au début des années 1980, la dette publique belge atteint près de 100% du PIBe et les taux d’intérêts moyens sur cette dette publique presque 13% car il fallait défendre la monnaie contre les scénarii de dévaluation, jugés crédibles par les spéculateurs. En raison de l’importance des intérêts, la dette croissait d’elle-même, créant un "effet boule de neige", titre d’une note du bureau fédéral du plan, transmise au gouvernement.
Lors du sommet européen du 23 mars 1981 fut proposé un "assouplissement du mécanisme de l’indexation des salaires", prévoyant d'exclure l'essence et le tabac du calcul de l’indice d'indexation des salaires, avec pour objectif de diminuer la spéculation contre le franc belge. Cette idée recueille un accord des ministres socialistes, mais sans convaincre. Jeff Houthuys, leader du principal syndicat belge, la Confédération des syndicats chrétiens (AVC), très majoritairement flamande, soutient cette révision mais ce n'est pas le cas de Georges Debunne, dirigeant de la FGTB (socialiste). De leur côté, les partenaires du SME font savoir que le franc belge devra être dévalué si un projet plus marqué n'est pas décidé car ils ne pourront pas le soutenir.

#### La banque d'Italie se sert du SME pour réformer l'économie
L'adhésion de l'Italie au Système monétaire européen a eu lieu dès l'entrée en vigueur du SME en mars 1979, encouragée par les autorités de la Banque d'Italie, qui y voyaient un un argument en forme de soutien extérieur à la politique désinflationniste souhaitée, afin de remettre en cause le  financement monétaire et inflationniste des dépenses publiques. En 1981, via un acte de « divorce », la Banque d'Italie met fin à la plupart de ses obligations de financement, afin de clarifier les relations entre la banque centrale et le Trésor public, mais cette réforme a en réalité engendré une accélération de la croissance de la dette, malgré le rôle de la lire dans la crise du système monétaire européen de 1982-1983.
L'essentiel de la dette publique nouvelle a en effet été absorbé « par le secteur privé non bancaire » italien, dont la part est passée de 5,9 % en 1979 à 22,4 % en 1989, le Trésor italien devant cependant en accroître « sensiblement la rémunération » et « introduire en 1983 des bons du Trésor indexés sur l'inflation »Il se fait avec des marges de fluctuations élargies à ± 6 % — , en souvenir de la sortie de la lire du serpent monétaire européen et de la crise monétaire européenne de l'année 1976.

### En France, des politiques budgétaires et monétaires contradictoires

#### Relance keynésienne par la consommation de juillet 1981
L'élection de François Mitterrand en mai 1981 marque le premier retour de la gauche au pouvoir depuis 23 ans. Comme promis, le Premier ministre Pierre Mauroy annonce une politique économique de relance keynésienne de l'économie par la hausse des dépenses publiques afin de stimuler la croissance et réduire le chômage, qui augmentait continuellement depuis le premier choc pétrolier, passant de près de 3 % en 1974 à 5 % en 1980, comprimant le revenu global de la population.
La relance de la demande intérieure a cependant pour effet la persistance de l'inflation, qui atteint 14 % à la fin de l'année 1981 après 13 % en 1980, tandis que la hausse de la consommation populaire génère plus d'importations alors que les exportations sont doublement freinées par la récession dans les grands pays industriels et la hausse des taux d'intérêt pratiquée par la Banque de France pour éviter une dépréciation de la monnaie face au mark allemand, d'où un déficit commercial qui se creuse de 30 milliards de francs entre 1981 et 1982.
Par ailleurs, Michel Rocard, « réclame des nationalisations partielles pour préserver les finances publiques » mais n'est pas entendu : au total « 39 milliards de francs sont dépensés » rien qu'à l'achat de 100 % du capital de « 46 entreprises », générant une détérioration des finances publiques.
Selon l'économiste Alexandre Reichart, la politique de relance budgétaire de 1981 n'a pas été accompagnée par la relance monétaire complémentaire prévue par l'économiste John Maynard Keynes, dans le cadre d'un bon policy-mix : baisse du taux d'intérêt directeur de la banque centrale, répercutée sur celui auquel les banques prêtent aux entreprises, afin qu'elles puissent investir pour profiter de la hausse de leur carnets de commande déclenchée par celle de la consommation populaire, elle-même générée en 1981 par la double hausse du SMIC et des minima sociaux.
Entre mai 1981 et juillet 1982, le « revenu réel des Français a augmenté de 5,2 % » mais les investissements des entreprises ne suivent pas : au contraire, ils « passent de 23 % du PIB en 1980 à 20,2 % » en en 1983 car même « l'Etat emprunte à un taux d'intérêt supérieur à 16 % » et les entreprises encore plus cher, à un taux souvent jugé prohibitif, très au-dessus du taux d'inflation de l'année, lui-même considéré comme devant baisser les années suivantes.

#### Politiques monétaire et budgétaire contradictoires
Plusieurs événements de la période 1981-1983 ont empêché la Banque de France de se mettre au diapason de la politique budgétaire, :
- l'effet direct de la politique monétaire américaine : hausse des taux d'intérêt réels à travers le monde depuis le « choc Volcker » de 1979, à des niveaux supérieurs à ceux de l'inflation ;
- ce « choc Volcker » entraîne une récession profonde de l'économie américaine au début de l'année 1982, avec une baisse du dollar, phénomène au cours duquel le Deutsche Mark fait souvent office de valeur-refuge : la hausse du mark crée des tensions sur la parité franc-mark au sein du SME, ce qui pousse la Banque de France à puiser dans ses réserves de change pour défendre le cours du franc français.
- le différentiel d'inflation entre la France et la RFA se creuse lorsque les cours du pétrole baissent, et les autorités monétaires françaises doivent s'employer à le résorber en maintenant des taux directeurs supérieurs à ceux de la Banque fédérale d'Allemagne).

La réponse initialement proposée par les libéraux au second choc pétrolier est très différente, c'est la rigueur budgétaire au Royaume-Uni par Margaret Thatcher et aux États-Unis par Ronald Reagan, qui se combine avec la rigueur monétaire du Choc Volcker, quitte à aggraver la récession du début des années 1980, afin de mieux casser l'inflation générée par le second choc pétrolier de la fin 1979 et déclencher le contre-choc pétrolier, qui devient important dès l'été 1982, entrainant une désinflation.

#### Vif débat depuis 1981, sur la sortie du franc du SME
La sortie du franc du SME est réclamée par une large partie de la gauche dès 1981 afin de mieux coordonner les politiques monétaires et budgétaires : pouvoir baisser les taux d'intérêt et permettre aux entreprises d'emprunter et investir afin de profiter de la relance de la consommation populaire. François Mitterrand a « jusqu'au bout, envisagé la possibilité d'une sortie du SME » et « multiplié les consultations » sur le sujet au cours des deux premiers mois de 1983, mais s'y oppose personnellement. Début mars, quand Jacques Delors prévient son homologue allemand Gerhard Stoltenberg qu'une « trop forte dévaluation » du franc ou des « économies trop draconiennes ne seraient pas acceptées » par François Mitterrand, selon le professeur américain de sciences politiques Thomas Oatley, car cela « amènerait le franc à sortir du SME ».
Le 26 juin 1982, lorsqu'il faut adopter le premier plan de rigueur, permettant de rester dans le SME, le gouvernement recourt à la demande de Mitterrand à l'article 49, alinéa 3 de la Constitution française
, l'opposition s'indignant que cela revient à transformer l'Assemblée nationale en un « Parlement-croupion ». Le débat semble tranché après les municipales des 6 et 13 mars 1983, où la gauche « perd 31 grandes villes », pour la plupart conquises en 1977, mais il est vif dès le printemps 1981.
Les trois dévaluations en deux ans sont d'ampleur très inférieures à celles de 1948 (44,40 %), 1949 (22,27 %), 1958 (20 % puis 17,55 %), 1969 (11,1 %) et couplées avec celles d'autres monnaies européennes, cinq en 1983 (lire, livre irlandaise, francs belges et luxembourgeois, couronne danoise). La dévaluation la plus importante, en juin 1982 voit de fait la valeur pivot du mark en franc augmentée de 12 %.
Les archives montrent que, dès les premiers mois du pouvoir, les cabinets socialistes en parlent avec principaux directeurs d'administration nommés par le pouvoir giscardien, tous maintenus en place, et ont conscience des difficultés : récession internationale, flambée des prix de l'énergie, politique monétaire américaine très récessive. Ils s'inquiètent des conséquences inflationnistes de la relance ou pour la balance des paiements, même si les historiens ont établi que la rigueur de mars 1983 est en réalité « restée d'ampleur modérée » et même « naine », selon l'économiste Jean-Charles Asselain. « L'aile gauche du gouvernement », menée par Jean-Pierre Chevènement, ministre de la recherche et de la technologie, et Michel Jobert, ministre du commerce extérieur, fait dès 1981 la « demande insistante » d'une sortie du Système monétaire européen (SME) et de « barrières tarifaires » protectionnistes afin de poursuivre une politique expansionniste, sans avoir à surveiller au jour le jour le niveau du franc. Selon les traces archivistiques, ils sont soutenus par Pierre Bérégovoy, Laurent Fabius, le conseiller industriel Alain Boublil et Jean Riboud, un industriel président de Schlumberger depuis 1965. Ils sont appelés « visiteur du soir » car plusieurs ne sont plus à l'Élysée depuis 1982. Jean Riboud était attaché  à "la lutte contre le chômage et la compétitivité"  et Michel Jobert, ministre du commerce extérieur, souhaitait lui aussi "une certaine dévaluation compétitive", et selon Jean-Pierre Chevènement, la "petite dévaluation" de mars 1983, résultat d'un "petit arrangement avec l’Allemagne", n’était pas suffisante pour être compétitive. Au sein du Bureau exécutif et du Comité directeur du PS, les représentants du Ceres, Didier Motchane et Michel Charzat, critiquent aussi régulièrement la « ligne Delors ». Jean-Pierre Chevènement et Michel Jobert quittent le gouvernement en mars 1983.
De leur côté, Jacques Delors, Pierre Mauroy et son directeur adjoint de cabinet Jean Peyrelevade veulent la poursuite de la rigueur et ils sont appuyés par cinq conseillers amenés à l'Élysée par Mitterrand, qui multiplient les notes insistantes, brandissant parfois même « le risque d'une mise sous tutelle du FMI en cas de sortie du SME » et qui vont se « serrer davantage les coudes » à l'hiver 1982-1983 : Jacques Attali, Jean-Louis Bianco, Christian Sautter, François-Xavier Stasse et Élisabeth Guigou. Delors lance lui très tôt une véritable campagne, publique, dans les médias, de dramatisation des enjeux, avec des formules alarmantes en faveur d'une modération de la politique économique, incluant sa célèbre déclaration du 29 novembre 1981, demandant une « pause dans l'annonce des réformes », après avoir demandé dans une réunion gouvernementale en octobre de « réduire le train de vie de l'Etat et d'améliorer la compétitivité des entreprises » sans être entendu. Le mot pause vient d'un discours de Léon Blum en 1937 dans le cadre du front populaire,.
Les mesures d'austérité de 1982 et 1983 sont d'abord présentées comme une « parenthèse », « étape », ou « passage obligé », « nécessaire mais temporaire ». Dominique Strauss-Kahn est alors « le responsable de la commission économique » du PS, mais pas encore député et son équipe se concentre assez rapidement sur « des tâches de court terme » comme « produire des notes de conjoncture, et de brefs argumentaires ». Le PS n'a ainsi guère pesé dans ces débats car une cohorte d'« experts d'État » a « au fil des années 1970 supplanté », dans les cercles d'expertises socialistes les économistes plus « politiques » et s'en prennent à eux avec virulence entre 1981 et 1983. Les archives contiennent des notes économiques issues du PS annotées de commentaires témoignant de cette virulence (« texte violemment anti-gouvernemental et jonché de conneries économiques effrayantes », « mots-fétiches de la mythologie socialiste – volontarisme, mobilisation, réformes de structures, etc. »). Dans une « atmosphère bouillonnante », la « question échauffe les esprits ».
Le Premier secrétaire Lionel Jospin « en appelle sans cesse à la discipline de parti » et tance Didier Motchane ou d'autres « accusés de faire le jeu de la droite ». Après une croissance continue de mai 1981 au début 1983, le nombre d'adhérents connaît un décrue après mars/avril 1983 et dans les mois précédant le congrès socialiste de Bourg-en-Bresse (28-30 octobre 1983) la ligne économique fait l'objet d'un vif débat public, une autre politique étant défendue à la convention nationale du Pré-Saint-Gervais, dans des articles de presse, et dans un nouveau mensuel, Enjeu, mais sans empêcher le PS de « s'installer dans un rôle de relais fidèle de l'exécutif ».
Jean Peyrelevade, directeur-adjoint du cabinet de Pierre Mauroy à Matignon de 1981 à 1983, et Pascal Lamy, qui occupe les mêmes fonctions à celui du ministre de l'Économie et des Finances Jacques Delors, deviennent des amis proches et crééent avec le soutien de l'Elysée un "clan de la rigueur", dont tous les membres auront des promotions importantes. Le premier deviendra président de Suez de 1983 à 1986 et le second suivra son ministre à la commission européenne à la même période. Autour de leur binôme se constitue ce "clan de la rigueur", réunissant d'autres responsables de cabinets ministériels, Philippe Lagayette, Hervé Hannoun, Daniel Lebègue, François- Xavier Stasse et Isabelle Bouillot.
Pierre Bérégovoy, secrétaire général de l’Élysée et opposant à cette politique a pour idée de "sortir" du Système monétaire européen et d'y "revenir avec un franc regonflé" qui aurait "permis des négociations plus équilibrées" avec l'Allemagne. Il est cependant influencé par Jean-Yves Haberer, alors directeur du Trésor, qu’il "consulte régulièrement notamment sur les questions monétaires" et qui a aidé à faire naître le même Système monétaire européen. Acceptant les décisions de François Mitterrand, il obtient en 1984 de devenir ministre de l'Économie du gouvernement Laurent Fabius et prend des mesures pour atténuer leur impact : réforme les marchés financiers pour permettre aux grandes entreprises d'y émettre des billets de trésorerie et se procurer des liquidités à court terme sans avoir besoin des banques, rendues frileuses par les taux d'intérêts élevés requis pour maintenir le franc dans le SME. Après avoir été jusqu'en 1983 plutôt l’homme du « franc indépendant », il ne deviendra le "chantre du franc fort"  qu'après son "ralliement tardif" au Système monétaire européen (SME), et surtout les accords du Plaza de septembre 1985, une "consécration pour Bérégovoy", selon Daniel Lebègue, présent avec lui en tant que directeur du Trésor", car ils "le font connaître sur la scène internationale"" et "consacrent une stabilisation des changes entre les cinq grands pays industrialisés", position qui semblait encore "à l’aube des années 1980" comme "à contre-courant des positions monétaristes états-uniennes".

## Déroulement

### Mai 1981, conflit entre Mauroy et Mitterrand
En mai 1981, la Banque de France (BDF), gouvernée par Renaud de la Genière, doit intervenir sur le marché des changes pour soutenir le franc,, dans des proportions inconnues depuis Mai 68, dès le premier tour de la présidentielle, selon les procès-verbaux  déclassifiés du comité des banques centrales européennes. Dans les quatre semaines qui suivent la victoire du candidat socialiste, elle vend 6 milliards de dollars contre des francs, le tiers de ses réserves en devises.
Le 21 mai, le Premier ministre Pierre Mauroy demande à sortir du SME mais le président François Mitterrand lui répond qu' « on ne dévalue pas la monnaie d'un pays qui vient de vous faire confiance ! ». Vingt mois plus tard, tous deux auront à nouveau des approches très différentes de "la grande crise monétaire de 1983"
Fin mai, le deutsche mark tombe à son plus bas niveau contre le dollar depuis quatre ans. Le contrôle des changes est resserré, mais la BDF "n'a d'autre choix que de porter le taux d'intérêt au jour le jour à 20 % quitte à provoquer une récession", ce taux au jour le jour faisant partiellement tâche d'huile sur les échéances à trois mois. C'est le premier acte du "tournant de la rigueur" car ce taux d'intérêt au jour le jour à 20 % est en contradiction avec la relance par la consommation annoncée, l'étanglement financie des entreprises limitant leur possibilité d'en profiter pour augmenter leurs ventes.
Karl Otto Pöhl, président de la Bundesbank, déclare alors que « grâce aux mesures prises rapidement en France, une crise dans le SME a pu être évitée » et déplore que le SME n'ait pas « été capable de ramener à des proportions plus modérées les divergences dans les taux d'inflation » en Europe. Sur l'année 1981, le CAC 40 perd finalement 17,9 % après avoir chuté de bien plus en cours d'année, raconte Paul-Jacques Lehmann dans son « Histoire de la Bourse de Paris »,.
La Banque de France a trouvé elle un "moyen de peser sur la politique économique du gouvernement dans son ensemble", alors que des rumeurs évoquent le départ du gouverneur Renaud de La Genière, en désaccord profond avec la relance par la consommation, qu'il juge à l’encontre des objectifs précédemment définis, comme la lutte contre l’inflation et qui l'exprime par des lettres au cabinet du ministre ou au directeur du Trésor Jean-Yves Haberer, qui lui réclame une nouvelle convention de trésorerie, afin d’obtenir le relèvement du plafond des avances à 50 milliards de francs. Ainsi, d’août 1981 au printemps 1982, "un climat de tensions exacerbées voire de crise profonde s’installe" entre Renaud de La Genière et les représentants de l’État.

### Eté 1981, les épargnants refusent de suppléer la Banque d'Italie
En Italie, l'inflation dépasse 20% au début de l'année 1980, dans le sillage du second choc pétrolier de la fin 1979, et elle reste à ce niveau pendant un an et demi. Un train de mesures est annoncé le 7 janvier 1982 par le gouvernement Fanfani, qui demander une avance de 8 000 milliards de lires (40 milliards de francs) à la Banque d'Italie, chargée d'émettre de nouvelles liquidités pour ce montant, sous réserve d'approbation par le Parlement, comme l'a demandé la Banque d'Italie, qui désire "se couvrir" ca la loi de 1948 plafonne dispositif à 14 % du total des dépenses, seuil qui a été dépassé. Depuis l'été 1981, l'État italien ne parvient plus à placer suffisamment de bons du Trésor auprès des petits épargnants à cause d'un taux d'intérêt maintenu trop bas par l'Etat, même après son relèvement, compte tenu des anticipations sur l'inflation et une dévaluation de la lire. De plus un accord a été conclu récemment, en juillet 1981, entre le Trésor et la Banque d'Italie pour mettre fin à la pratique du rachat des bons du Trésor. En Belgique aussi, le mécanisme traditionnel dénommé "robinet monétaire" est contesté au même moment. L’administration belge pouvait demander à la Banque nationale de Belgique de créer des "certificats de trésorerie" permettant à l’État de lever des fonds auprès d'un consortium de banques belges et luxembourgeoises ayant un monopole sur les titres de dettes, ensuite revendu aux investisseurs. Prônée dans deux rapports successifs, la dévaluation du franc belge est fortement rejetée par la Banque nationale de Belgique, inquiète du faible crédit du franc belge sur les marchés, et qui estime que l’indexation des salaires et les coûts liés à l’importation rendue plus chère ruineraient tout effet sur la compétitivité des entreprises et aggraverait même la charge des intérêts de la dette publique, qui pèsent à eux seuls 13% du PIB.

### 4 octobre 1981: franc et lire dévalués
Le 4 octobre 1981, le mark et le florin néerlandais sont  réévalués de 5,5 %, le franc dévalué de 3 % à 2,5621 par mark, la lire aussi. Le réajustement des monnaies européennes d'octobre, qui opère une nouvelle dévaluation de la lire, de 3 %, un peu plus de six mois après celle de 6 % le 22 mars 1981, est contesté. En y réagissant le dimanche 4 octobre, Giovanni Spadolini, président du conseil italien depuis juin 1981 et le premier depuis 1946 à n'être pas démocrate-chrétien, déclare qu'il « n'y avait aucune nécessité de procéder à un réalignement » car l'Italie « avait arrêté, avec la récente loi financière, une politique rigoureuse pour réduire l'inflation » et disposait d'assez de réserves en devises, même si elle « a accepté une solution qui réduit au minimum la variation en baisse de la lire ». En novembre 1982, son successeur, Amintore Fanfani maintient sa politique, mais six mois après, ayant subi le retrait du PSI de l'alliance au pouvoir, il faudra organiser les législatives anticipées du 26 juin 1983.

### Janvier 1982: à Versailles et Bruxelles, l'Europe offensive

#### Pouvoirs spéciaux au gouvernement belge
Principal parti de la coalition au pouvoir en Belgique de fin 1980 à 1981, le CVP de Wilfried Martens va rebondir "systématiquement" sur le "discours de crise" découlant du second choc pétrolier de la fin 1979, en prônant "l'austérité budgétaire et la modération salariale" ce qui affaiblit le parti socialiste, son partenaire dans la coalition, qui décide de conditionner, lui, sans forcément y parvenir, "la modération salariale et la réforme de l’indexation des salaires à la négociation collective".
Le gouvernement Martens IV chutant, les législatives anticipées du 8 novembre 1981 voient comme prévu les partis chrétiens chuter dans les deux parties du pays, de 57 et 25 sièges à 43 et 18. Mais une coalition avec les libéraux reste possible, car du côté wallon ils bénéficient de la chute imprévue des partis régionalistes francophones, tandis que du côté flamand le petit parti nationaliste gagne six sièges. C'est donc le Gouvernement Martens V qui est formé, sur la base d'une coalition restreinte. Pour faire face à la spéculation contre le franc belge, les pouvoirs spéciaux lui sont accordés par le Parlement début 1982. Fort du "soutien" discrêt de la direction du syndicat chrétien flammand, ACV, le Gouvernement Martens V  peut envisager un gouvernement désormais avec les seuls libéraux, et même s’accorde avec eux "sur la mise à l’écart des syndicats" pour déployer un "programme d’austérité budgétaire et salariale", qui est fortement rejetée par l'autre syndicat, la FGTB. La dévaluation qui pourrait justifier ce programme, et désamorcer la spéculation contre le franc belge, est cependant exclue par la Banque nationale de Belgique (BNB). Dans le sillage d'un premier "think thank" confidentiel l'associant Wilfried Martens et plusieurs responsables de la BNB se met alors en place une version élagie au leader du syndicat chrétien flammand et le principe des futures réunions secrètes du "Groupe de Poupehan", dont le patron de la BNB est exclu, qui vise à acheter, tout en dévaluant, une forme de paix sociale.

#### 17 janvier: à Versailles, les Européens visent Washington
Le 17 janvier 1982 se tient une réunion importante, à Versailles, des ministres européens des Finances. Peu avant, le quotidien turinois de centre-droit La Stampa prend le 14 janvier 1982 une défense inquiète du SME, en avertissant que beaucoup se demandent s'il « sert encore à quelque chose » après les « polémiques » qui se multiplient depuis « la nouvelle tempête monétaire » du 4 octobre 1981, après laquelle de nombreux observateurs doutent  qu'il soit « bien utile de prolonger le calvaire des monnaies faibles pour empêcher l'effondrement d'un système » qui semble « n'avantager que la monnaie allemande ». Les « monnaies faibles » n'ont « pas la vie facile », mais cela « peut provoquer une accélération des programmes d'assainissement économique » dans leur pays, souligne le journal, tout en avertissant que l'Allemagne n'a « exporté une certaine stabilité » que parce qu'elle a fait en sorte d'assurer « une plus grande stabilité des parités monétaires ». Mais il doute que cela « se prolonge indéfiniment » car « la stabilité importée par le biais d'un taux de change favorable, pour être viable, doit être assortie d'une politique réellement anti-inflationniste », sinon « les crises se reproduisent ».
Lors de leur réunion à Versailles, les ministres européens des Finances ont qualifié de « meurtrière » la politique américaine en matière de taux d’intérêt. Le secrétaire au Trésor, Donald Reagan, et le président de la Banque centrale Paul Volcker ne veulent en effet pas assouplir leu politique monétaire tant que le gouvernement et le Congrès américain n’auront pas réduit substantiellement le déficit budgétaire de ce pays. Puis en février 1982, l’inflation américaine est ramenée à 5 % et on en déduit que Paul Volcker pourrait assouplir sa position, ce qui fait chuter le dollar.

### Février 1982: rigueur dans 4 pays du SME

#### 17 février: Edmond Maire veut la rigueur
En France, Edmond Maire, leader de la CFDT, informé par des directeurs de cabinet comme Philippe Lagayette, dénonce les "risques de dérapage économique", en reprochant le 17 février 1982 à François Mitterrand, dans l'émission " Face au public " sur France-Inter que la semaine de 39 heures soit payée 40 et mois plus tard, le 26 mai 1982, à l'ouverture du congrès de la CFDT, puis dans Libération le 8 juin 1982, il souligne que la "classe ouvrière a tout à gagner à une politique de rigueur et de vérité", s'attirant des attaques des rivaux André Bergeron (FO) et Henri Krasucki (CGT) qui lui reprochent "la gestion de l'austérité", puis semble se faire l’avocat d’un deuxième plan d’austérité le 31 janvier 1983, sur le perron de l’Elysée, déclenchant "le résultat catastrophique" pour la CFDT des élections à la Sécurité sociale d'octobre 1983, arrivée troisième avec 18%, loin des 25% du deuxième, FO. Mis au courant "des menaces sur le franc" et "l'avenir économique" lors d'un entretien avec François Mitterrand, il avait estimé que l'hypothèse d'un "deuxième plan de rigueur" doit "maintenant être envisagée", mais avec la nécessité d'"options fermes en faveur des chômeurs, des bas salaires, et une réforme fiscale" de "lutte contre les inégalités".

#### 22 février: 3 monnaies du SME dévaluées
Dans la nuit du 21 au 22 février, "dans un contexte d’important déficit de la balance des paiements et d’une intense spéculation contre le franc belge", cette monnaie et le franc luxembourgeois mais aussi le couronne danoise sont dévalués à leur tour de 8,5 % et de 3 % par rapport aux autres monnaies du SME,.

#### Dévaluations moins nettes que demandé
Les gouvernements belge et danois avaient demandé respectivement 12% et 7%, mais leurs partenaires du SME, notamment la France, ont refusé en faisant valoir de "difficiles négociations agricoles" en cours,alors que le 15 février 1982 a été ouvert le débat annuel sur le relèvement des prix agricoles, devant être terminé pour le 1er avril. Le Français Jacques Delors a en particulier jugé la demande belge « inadmissible », en invoquant le refus de toute dévaluation susceptible de fausser la concurrence. Cette décision a été discutée en Belgique lors d'une réunion secrète du "Groupe de Poupehan" entre le Premier ministre, son chef de cabinet, un banquier jugé proche du mouvement syndical et le leader du syndicat chrétien. L'existence de ce "Groupe de Poupehan" ne sera révélée qu'en 1991 et la décision de février 1982 jugée comme un tournant politique belge vers l'austérité. Le franc luxembourgeois est lui dévalué sans que le pays n'ait été prévenu et alors que sa banque centrale s'y oppose.

#### Mesures annoncées en Belgique
Il est annoncé en Belgique en février 1982, dans le sillage de la dévaluation, que :
- l'indexation  des salaires sur les prix est suspendue pour trois mois, sauf pour les salaires mensuels de moins de 270000 francs (3700 F français)[57] ;
- Cette indexation  des salaires sur les prix sera rétablie entièrement au 1er janvier 1983 mais sur la base des salaires de décembre 1982, et d'ici là partiellement, par pallies d'un montant de 2 % du salaire minimum[57].

Malgré "intense spéculation contre le franc belge" en particulier, le SME a ainsi finalement "été sauvegardé, mais la CEE a subi une nouvelle crise". Alors que la dévaluation du franc belge devrait rendre la sidérurgie wallone plus compétitive sur le marché européen, elle déclenche dans la région liégeoise une véritable « explosion » sociale le 24 février sous forme de grève générale lancée par le syndicat FGTB contre la dévaluation et ses mesures d'« accompagnement », en particulier le blocage de l'indice des prix auquel les salaires sont rattachés, qui scandalise le syndicat FGTB. Au même moment venaient de fuiter dans la presse les « premières conclusions » du rapport du consultant américain McKinsey sur la rentabilité de la sidérurgie belge, qui recommande la suppression de 8 500 emplois au lieu des 5 000 prévus jusque là. La crise sociale se propage au Grand-duché du Luxembourg, alors une autre place forte la sidérurgie européenne, où la population veut « se donner une plus large autonomie » deux jours après cette dévaluation, jugée forcée et « injustifiée », et refuse de « suivre les Belges dans leur calvaire ».
Le premier ministre luxembourgeois Pierre Werner accorde un entretien accordé au quotidien la Libre Belgique du 23 février, où il révèle son intention de « renégocier » les accords passés avec la Belgique.
La parité du franc et d'autres monnaies européennes contre le mark est fragilisée par « l'alternance de hausses et de baisses du dollar » avait alerté l'économiste Paul Coulbois au conseil général de la Banque de France le 18 février 1982 et cette « prise de conscience de l'interdépendance des monnaies est ainsi à l'origine d'une tentative de régulation internationale des changes destinée à stabiliser le dollar », qui émergera au sommet de Versailles du 4 au 6 juin 1982. Cette tentative française, soutenue par l'Italie, d'une concertation monétaire internationale au sommet du G7 réuni à Versailles début juin 1982 échouea et peu après lire et francs seront attaqués puis dévalués le 14 juin 1982.

### Avril 1982: attaques contre la lire italienne
Le 21 avril 1982, c'est la monnaie italienne, désormais en « état de faiblesse », qui semble « vouée à un réajustement plus ou moins prochain au sein du SME », selon les milieux financiers internationaux, obligeant le gouvernement italien à « une série de mesures » afin de « prévenir une attaque sur la lire ». Les exportateurs doivent rapatrier le règlement de leurs ventes avant 60 jours et les importateurs n'ont plus droit qu'à 15 jours pour préparer leurs achats, tandis que le délai imparti aux autres résidents pour utiliser les devises étrangères est ramené de 15 à 7 jours.
Une semaine après, la Bundesbank dénonce dans son rapport annuel du 28 avril 1982 le manque de cohésion des politiques économiques menées par les membres du système monétaire européen, que ce soit la dévaluation du franc belge en février et sa nouvelle parité, jugée contraire aux objectifs du SME, l'action de relance en France, alors que le gouvernement allemand et d'autres pays font des efforts pour lutter contre l'inflation, ou même les deux dévaluations de la lire de mars et octobre 1981. Ces deux dernières ont corrigé les déséquilibres accumulés « depuis la création du système », note la Bundesbank mais restent des signes précurseurs d'un nouveau manque de confiance « dans les monnaies faibles » du SME.

### 4 juin 1982: sommet du G7 à Versailles
Le maintien des positions des PVD dans les échanges est au menu du sommet de Versailles du 4 au 6 juin 1982, en raison d'une « série de faits nouveaux » reflétant leurs grosses difficultés, causées par le protectionnisme japonais et la chute du prix des matières premières, notamment des chiffres de la Fédération allemande des exportateurs mais aussi de la société Hermès, spécialisé dans l'assurance à l'exportation. L'autre sujet du sommet de Versailles est « l'assouplissement de la politique américaine », pour un retour à un taux d'intérêt « plus réaliste pour le dollar », jugé « surévalué et flottant » car aux États-Unis le taux de chômage vient d'atteindre un plus haut depuis la Seconde Guerre mondiale, tandis qu'au Japon, les particuliers, dont les revenus se sont accrus de 1,3 % en janvier et 2 % en février, se remettent à acheter pour équiper leurs logements et qu'en Allemagne, le volume des ventes au détail a pour la première fois dépassé de 2 % celui du même mois de 1981. Conséquence de cette évolution, le dollar est fragilisé contre le mark et le yen, par les dernières statistiques, mais l'appel à effacer plus  le choc Volcker divise les Européens, Italiens et Français s'inquiétant de « l'alternance de hausses et de baisses du dollar » comme l'a montré l'intervention de l'économiste Paul Coulbois au conseil général de la Banque de France le 18 février 1982. Le président du conseil italien est en particulier venu à Versailles « alors qu'il est en position de faiblesse » car la Banque d'Italie a été « contrainte d'intervenir » et a « entamé substantiellement les réserves en devises afin de soutenir sa monnaie ». Spadolini y voit « d'abord une occasion d'harmoniser des politiques afin de faire face aux difficultés » comme « le chômage et l'instabilité sociale » mais c'est « dans le domaine monétaire que l'Italie souhaiterait la plus grande fermeté afin de ne pas aggraver par des facteurs extérieurs ses problèmes internes ». L'Italie, épousant les thèses françaises, veut une « action concertée », afin que les États-Unis acceptent leurs responsabilités plutôt que demander à l'Italie « de lutter contre l'inflation quel que soit le coût social ».
Le sommet se déroule sur fond de « révolte de la Chambre des représentants américaine », qui « vient de repousser sept projets de budget différents », avec « des lignes de clivage entre démocrates et républicains » qui ont « volé en éclats à la perspective d'une nouvelle réduction des dépenses sociales » et de sondages, qui promettent en novembre une cuisante défaite aux républicains lors des élections de mi-mandat et ils perdront 26 députés.
« Certains pays européens » auraient « tort » de « se réjouir trop vite » de la concession que Ronald Reagan « va très certainement accepter », souligne cependant Le Monde, en annonçant deux jours avant Versailles qu'y sera créé « un groupe d'experts », dans le cadre du Fonds monétaire international, dont la tâche sera « d'étudier le problème, d'essayer de mieux coordonner les politiques économiques et d'éviter les malentendus financiers ». Le Monde révèle en effet que le Trésor américain semble « toujours fondamentalement opposée à toute intervention sur le marché des changes », comme le prouve une de ses notes internes, du 24 mai.
« Une bonne partie du succès dans la lutte contre l'inflation remporté dans presque tous les grands pays industriels, à l'exception notable de la France, est due à une baisse des prix des matières premières et du pétrole », avait rappelé la veille le journal, et si « des grands pays », la France « est le seul à avoir crû se tirer d'affaire en relançant la demande » car la consommation des ménages y croit bien de 2 à 3 %, cette relance « profite surtout aux produits étrangers » car la production « plafonne », son indice étant « au même niveau qu'il y a un an ».
À Versailles, Jacques Delors prévient lui son homologue allemand Gerhard Stoltenberg qu'une « trop forte dévaluation » du franc ou des « économies trop draconiennes ne seraient pas acceptées » par François Mitterrand, selon le professeur américain de sciences politiques Thomas Oatley, car cela « amènerait le franc à sortir du SME ».
Beaucoup d'observateurs, très sceptiques, se poseront trois semaines après le sommet « des questions sur l'étendue et la nature de l'accord » trouvé, notamment sur l'évolution du billet vert, Ronald Reagan préférant, en raison de « la persistance de taux d'intérêt prohibitifs », faire savoir qu'il songe à placer « en liberté surveillée » le conseil de la Banque centrale américaine, dont le président Paul Volcker attribue lui ces taux prohibitifs au déficit budgétaire américain « dont la réduction semble hypothétique ».
Le dollar s'est lui repris une fois les dévaluations européennes effectuées, profitant de l'annonce que la masse monétaire a de nouveau augmenté de 1,5 milliard de dollars entre le 2 et le 9 juin, comme lors de la semaine précédente, alors qu'elle aurait dû diminuer en juin, ce qui créé la « perspective d'un nouveau raffermissement des taux d'intérêt aux États-Unis » et permet à la Banque de France de ramener le taux d'intervention sur le marché monétaire, à 15 3/4 %.

### 14 juin 1982: la lire et le franc dévalués
Le 14 juin 1982, la dévaluation de la lire italienne de 6 % est combinée à une réévaluation du deutschemark et du florin néerlandais de +5,5 %, soit un écart total de 11,5 %, le même que celui découlant de l'autre dévaluation importante, celle du franc français : le mark fixé à 2,562 1 francs. Peu avant ce 14 juin 1982, François Mitterrand annonce le 9 juin 1982 une « pause dans les réformes », afin de les « digérer » et stabiliser la situation budgétaire, et surtout un premier bloc de mesures de rigueur que le Parlement n'adopte que par la procédure du 49.3 : blocage des prix et des salairesjusqu'à la fin de l'année, augmentation de 0,5 point de la cotisation salariale de l'assurance chômage, une contribution de solidarité de 1 % de la part des fonctionnaires pour remplir les caisses de l'Unédic, et une augmentation de 1 % du taux de cotisation retraite. Malgré le blocage, les salaires augmentent en glissement de 12,6 % et l'inflation ne baisse pas vraiment.
Lors d'un débat houleux à l'Assemblée, qui le voit fréquemment « interrompu par l'opposition » qui s'indigne de devoir « siéger dans un Parlement-croupion » et dénonce « l'échec du sommet de Versailles », Jacques Delors souligne que le blocage des prix et des revenus « est nécessaire pour conforter notre nouvelle parité monétaire et accélérer la désinflation » et Lionel Jospin, réplique « ce n'est plus de l'opposition, c'est le mur de la haine ! ». Jacques Delors souligne aussi que « la hausse du dollar et des taux d'intérêt américains a provoqué pour les industries européennes, encore mal remises du second choc pétrolier, l'équivalent d'un troisième » choc pétrolier. Il annonce aussi une loi pour une « nouvelle donne salariale » dans le privé, comme celle « proposée en novembre et appliquée en partie » dans le secteur public, obligeant à « généraliser » des « accords librement conclus », confiés à la surveillance des comités d'entreprise, pour « maintenir en moyenne le pouvoir d'achat pour la plupart des salariés et d'augmenter les basses rémunérations », à l'horizon de la fin de 1983, horizon à 18 mois de « sortie du blocage des salaires », en rappelant que 10 % seulement des salariés du privé peuvent « négocier chaque année leur salaire réel » via des syndicats et conventions collectives y obligeant car il n'y pas en France la « politique contractuelle » appliquée « dans les autres pays développés », qu'il avait déjà proposée lorsqu'il était directeur de cabinet du premier ministre Jacques Chaban-Delmas de 1969 à 1972).
La tension sur le marché des changes s'atténue après cette dévaluation de 1982, « mettant fin provisoirement à la spéculation », mais « la crise a vidé les réserves de changes » de la France, passées de 22 milliards de dollars en février 1981 à trois fois moins, 7,5 milliards de dollars en octobre 1982. Et les occasions de spéculer sur le mark, au détriment du dollar comme du franc, se représentent régulièrement. « Les mouvements de capitaux qui se produisent des États-Unis vers l'Allemagne entraînent un renforcement appréciable du mark », s'inquiète ainsi le 6 janvier 1983 le sous-gouverneur de la Banque de France Gabriel Lefort.

### Mars 1983: nouvelles crises monétaires

#### Crise monétaire du début mars
Les tensions monétaires sont avivées en février 1983 par la persistance de la récession aux États-Unis, où on apprend que le PIB a encore reculé de 2,5% au quatrième trimestre 1982 alors la production industrielle a baissé au rythme de 6 % par an, avec un taux d'utilisation des capacités de production tombé en novembre 1982 au plus bas depuis la Seconde Guerre mondiale, à seulement 67,3 %, et même 52,3 % pour l'automobile. Le dollar a des accès de faiblesse à chaque mauvaise statistique allant dans le sens d'une baisse des taux d'intérêt américain plus marquée, afin d'éviter cette récession, notamment en soutenant le logement, seul secteur à se reprendre, avec des mises en chantier qui sur les dix premiers mois 1982 se situent "à 26 % au-dessus de 1981", grâce à un bond de 247% en novembre malheureusement suivi d'un recul de 13 % en décembre. En Allemagne, au contraire, où la Bundesbank a fait un effort en 1982 pour combattre la récession, "avec la récente baisse des taux d'intérêt, l'espoir renaît" et "les entrées de commandes à l'industrie ont progressé de 5,3% en novembre par rapport à octobre". Mais Karl Otto Pöhl, président de la Bundesbank ne cache pas ses réticences à baisser beaucoup plus ses taux d'intérêt au rythme réclamé par les gouvernements français et allemands en raison "de l'augmentation trop rapide de la masse monétaire allemande", son pays semblant par ailleurs bien placé en cas de "reprise internationale, car ses entreprises ont réussi à garder dans la bourrasque leur compétitivité".
À chaque accès de faiblesse du dollar, le mark est ainsi fortement recherché au détriment des autres monnaies européennes, même si la livre britannique échappe à ces tensions car en Grande-Bretagne, même si la production manufacturière est la plus faible depuis quinze ans, un rebond a lieu depuis l'été avec un PIB qui a augmenté de 0,2 % au troisième trimestre, grâce à la montée en puissance des gisements de pétrole off-shore de la Mer du Nord. Le dollar a aussi des moments de faiblesse face au yen car le Japon, lui, "a réussi à maintenir un peu mieux son activité".

#### Mi-mars 1983: paroxysme spéculatif
La spéculation contre le franc, la lirre et d'autres monnaies est en particulier stimulée à partir du début 1983 par l'ampleur du déficit du budget des États-Unis, qui offre aux investisseurs la perspective d'abondants placements rémunérateurs en bons du Trésor américain, mais aussi par les spéculations sous forme de vente à découvert du franc pendant quelques jours, suivies de rachats. Ainsi lors du paroxysme spéculatif du début mars 1983, les sorties de devises sur le marché des changes avaient atteint presque 4 milliards de dollars, mais en une « dizaine de jours, les trois quarts de cette somme ont été récupérés et il est permis de penser que ce mouvement se poursuivra… Les marchés ont ratifié les nouveaux cours », se réjouit ainsi la Banque de France le 31 mars.
Le deutsche mark s'apprécie contre le dollar quand Helmut Kohl remporte une large victoire lors des législatives allemandes du 6 mars 1983 et au même moment, à l'inverse, la monnaie française fait l'objet de nouvelles attaques, ce qui coûte 23 milliards à la Banque de France pendant la seule semaine du 3 mars. Les autorités monétaires comprennent ainsi, après la crise de mars 1983, le rôle majeur du dollar dans les problèmes du franc. Elles avaient déjà lancée dès 1982 l'idée d'une action concertée des banques centrales du G7 pour « intervenir sur les marchés des changes afin de stabiliser les fluctuations du dollar » mais le Trésor américain s'y était opposé. Au G7 de Williamsburg du 28 au 30 mai 1983, cette question « est de nouveau à l'ordre du jour », plus que jamais poussée par la France. La Fed n'y est pas hostile, mais Ferdinan Pöhl, président de la banque centrale allemande et le secrétaire d'État américain au Trésor sont toujours réticents.

#### 21 mars 1983: le flottement des monnaies décidé
Le 21 mars 1983, "la confusion était telle" que "le jour même", il fut décidé de "suspendre le mécanisme de change du SME, afin de marquer un temps d’arrêt et de repartir sur des bases plus saines". Pendant une journée entière, les monnaies du SME se retrouvent ainsi "libres de flotter au gré des marchés", même si les banques centrales conservaient "le droit d’intervenir à leur guise".

#### 22 mars 1983: dévaluation du franc et de la lire
Le 22 mars 1983, le mark allemand et le florin néerlandais sont réévalués de 4,25 % contre toutes les monnaies du Système monétaire européen. La lire italienne est dévaluée de 2,75 % face à toutes les monnaies du SME et le franc de 8 % par rapport au mark. Au lendemain de ce réajustement du SME, la Banque de Belgique a fortement réduit son taux d'escompte, le ramenant de 14 % à 11 %, au plus bas depuis 1979 et le secrétaire d'État aux finances allemand espère une baisse des taux allemands, mais Karl Otto Pöhl, président de la Bundesbank, l'exclue, compte tenu de l'augmentation trop rapide de la masse monétaire allemande et de l'environnement international, tandis qu'au Portugal, la Banque centrale relève son taux d'escompte de quatre points à 23 %. En France, les émissions obligataires de grandes entreprises comme CEPME, SNCF, Société générale et Francetel, s'effectuent à des taux élevés, entre 14,50% et 15%, même si Jacques Delors, espère que le plan de rigueur leur offre une partie de l'espace occupée par l'État sur le marché de la dette et puisse permettre aux taux à long terme de baisser.

#### Diagnostic de Londres et Bruxelles
La Communauté européenne fit bonne figure en parlant du réalignement général de mars 1983 comme de « l’attachement des participants à un bon fonctionnement du SME et à une préoccupation commune d’établir une plus grande convergence vers la stabilité » monétaire et économique, selon l'universitaire Nathalie Champroux. Mais Bruxelles reconnut que « la répétition et l’ampleur des réalignements pouvaient constituer un facteur d’affaiblissement de la crédibilité » du SME. Le gouvernement britannique, qui faisait face une élection législative très proche, y a trouvé motif à justifier son refus d’une adhésion au SME en raison de son instabilité persistante, bien que celle-ci « fût encore plus grande à l’extérieur du SME ».

#### 25 mars: mesures annoncées en France
Le président Mitterrand opte finalement pour le maintien du franc dans le système monétaire européen, ce qui implique un freinage plus marqué de l'inflation, quitte à maintenir des taux d'intérêt élevés et réduire les dépenses publiques. L'objectif du changement de politique économique est de rétablir les équilibres extérieurs en deux ans, tout particulièrement de comprimer la demande pour réduire le différentiel d'inflation français vis-à-vis du partenaire allemand, dont la monnaie, le mark, est au centre du système monétaire européen, bousculé par le marché des changes. Le tournant décisif est pris le 21 mars 1983, avec l'annonce d'une politique de rigueur, via un programme en dix points: présenté à l'issue du conseil des ministres du 25 mars :
- limitation des dépenses des touristes français à l'étranger à 2 000 francs[79], 15 milliards de réduction de dépenses publiques, 4 milliards d'économies dans le régime de sécurité sociale, 7 milliards au titre de la réduction du déficit des entreprises publiques, 2 milliards au titre de la réduction du financement des collectivités locales, nouvelles taxes et prélèvements (relèvement des tarifs publics, taxe spéciale sur l'essence, surtaxe de 1 % sur l'impôt sur le revenu, vignettes sur les alcools et le tabac), entrée en vigueur du forfait hospitalier de 20 FRF par jour le 1er avril, « prélèvement forcé sur les revenus des ménages »[22], emprunt forcé pour ceux qui « paient plus de 5 000 francs d'impôts »[22], applicable dès le 6 avril.

Jacques Delors annonce alors que la France va « traverser six mois difficiles ». Plus tard, il donnera deux motivations à ces mesures, dans un entretien accordé en 1987 à la Revue d'économie financière : « débarrasser les Français de la drogue de l'inflation et les rendre vigilants à la contrainte extérieure ». Il souhaitait réduire le déficit commercial de 95,7 milliards de francs en 1982 à 50 milliards en 1983 puis 15 milliards en 1984, et faire revenir l'inflation l'année suivante à moins de 6 %. À la Bourse de Paris, la hausse des cours a été forte dans les jours qui ont suivi. Sur la semaine du 21 mars 1983, elle a atteint 5 % et ensuite au total 25 % au premier semestre de cette année-là, puis sur les douze mois 56,4 %.

#### Conséquences en France
En France, les premières mesures de rigueur de 1982 paient : le déficit commercial est divisé par trois entre 1982 et 1984 et l'augmentation des prix, de 13 % en 1980 et 13,4 % en 1981, revient à 9,6 % en 1983, 7,4 % en 1982 et 2,7 % en 1986, le spectre de l'inflation étant « définitivement terrassé ». Mais ces bonnes nouvelles ne se semblent accquises que pendant la seconde moitié de l'année 1983. L'inflation nominale est réduite de moitié entre 1983 et 1985, le différentiel avec l'Allemagne n'est plus que de 0,5 % en 1989.
Revers de la médaillé, Paris qui espère, en restant accroché au mark, profiter d'une partie de la crédibilité de son voisin d'outre-Rhin, s'expose ausi à suivre des politiques monétaires sans rapport avec sa propre situation économique. La politique économique française menée en 1983 amplifie le ralentissement apparu dans l'économie française, la réduction des dépenses publiques l'aggravant, dans une phase où l'écart de production français était négatif, permettant au contraire de produire plus sans contribuer à l'inflation, selon un rapport de 2016 sur la dette publique française de France Stratégie.
En France, les premières mesures de rigueur de juin 1982 ont aussi leur conséquences : les « déçus du socialisme » se détournent du PS aux cantonales de septembre 1982 municipales de 1983 puis aux européennes 1984 et aux législatives de 1986, perdues par la gauche avec un total de 40,8 % des voix contre 43 % à la droite et 9,7 % au Front National, qui amènent la première cohabitation de François Mitterrand avec le gouvernement dirigé par Jacques Chirac de 1986 à 1988, sous lequel une partie des entreprises nationalisées entre 1981 et 1984 seront privatisées.

## Historiographie

### Analyse de la communauté européenne
Selon Jacques Adda, économiste et professeur d'économie politique internationale à l'université Bar-Ilan, tant la crise monétaire de 1976 que la crise du SME de 1982-1983 et la crise de 1992-1993 ont souligné "le défaut de coordination des politiques économiques au sein de l'Union européenne", avec pour chacune des trois grandes crises du SME des intérêts politiques divergents, plus particulièrement contradictoire en 1992-1993. C'est aussi l'analyse de Nathalie Champroux, docteur de l'Université Sorbonne Nouvelle : selon elle la Communauté européenne "s’efforça de faire bonne figure" face à la crise, en soulignant l'importance des programmes français et italien de rigueur, présentés dans ces deux pays comme visant  "l’assainissement des conditions monétaires nationales", alors qu'"en mars 1983, le SME connait une "véritable crise".
Selon la Communauté européenne, les quatre premières années du SME sont "une période d'apprentissage" marquée par des divergences économiques entre pays "encore relativement importantes"  (inflation, balances des paiements et déficits budgétaires) ou même "de grands écarts" côté inflation. Si cette conception de SME fut en 1979 "essentiellement politique", dans sa volonté  d'"ancrer" des monnaies par leur entrée "définitive", celles de la France et l'Italie, à défaut de la Grande-Bretagne, avec des parités " fixes mais ajustables" par des dévaluations, pensées comme des "soupapes" de sécurité, ou des " fusibles " en cas de tensions trop fortes, "le non-respect de ce principe" conduira, plus tard, "à une crise majeure", analyse en  août 1993 le quotidien Le Monde au lendemain de la Crise du SME en 1993. Mais dès juillet 1982, un article de Euromoney mit en doute la stabilité future du SME en la jugeant "menacée par l’absence de convergence économique et monétaire des États membres". Pendant les deux ans de la crise, les "différentiels des taux d’inflation nationaux persistaient" et ceux des "soldes commerciaux s’accentuaient" car les économies obéissaient à des cycles décalés", notamment lors de l'hiver 1982-1983 quand "la France plongeait dans le marasme" alors que l'Allemagne "amorçait sa reprise".

### La presse européenne sévère avec le SME
Selon Nathalie Champroux, la presse européenne se révéla beaucoup "moins tendre avec le SME", y compris en France, où le 26 juin 1982, le Nouveau Journal accusa la Bundesbank "de freiner à elle seule les progrès de stabilité du système en s’opposant aux mesures de renforcement proposées" ; comme le développement du rôle de l’Écu, et la recherche d'une meilleure coordination des politiques économiques, ou encore la recommandation d'efforts de "concertation avec les États-Unis et le Japon pour une stabilité monétaire internationale".

### Accords du Plaza et du Louvre puis réforme du SME
- Tirant les leçons de l'épisode, les Accords du Plaza du 22 septembre 1985 les et Accords du Louvre, en février 1987, tentent une solution mondialisée. Le SME était censé favoriser une "convergence accrue" vers une très faible inflation[83]. En 1979, la promesse du SME était de "réduire globalement l'instabilité monétaire" grâce à des "politiques communes vis-à-vis des monnaies tierces, le dollar notamment"[83]. Mais la promesse de "répartition de l'impact des chocs monétaires externes" n'a pas été tenue en 1981-1983, et souvent oubliée[83], les calendriers politiques des pays au pouvoir y jouant un rôle important.
- Accords de Bâle-Nyborg en 1987. Tirant également les leçons de l'épisode 1981-1983 des réformes spécifiques au SME ont pris place ensuite. Ainsi en 1987, les accords de Bâle-Nyborg, forme de mise en oeuvre "plus équilibrée des obligations des banques centrales"[83], ont créé une "arme nouvelle de défense", mise au point lors de la réunion des ministres des finances européens à Nyborg (Danemark) le 13 septembre 1987, qui "multilatéralise" la défense des monnaies faibles, en favorisant les interventions d'autres banques centrales sans attendre qu'elles aient atteint leurs cours plancher, celles-ci pouvant apporter des crédits à très court terme[85]. Ce changement avait été souhaité, en mars 1985, à la demande de l'Italie et de la France dont les monnaies ont subi 4 ans d'attaques spéculatives sur le pari de dévaluations ou d'exit du SME. Ainsi, en mars 1985, un conseil de l'UE décide des réformes qui seront concrétisés deux ans après par les accords de Bâle-Nyborg[86].

### Rôle de Jacques Delors et préfiguration de l'euro
Ministre de l'économie de François Mitterrand en 1983 et plus tard président de la Commission européenne, Jacques Delors aurait joué un rôle décisif dans le « tournant de la rigueur » de 1983, selon un hommage célébré aux Invalides en sa mémoire, juste après son décès, par le chef de l'État Emmanuel Macron. Selon le discours d'Emmanuel Macron, qui lie étroitement l'épisode de 1983 au « double mandat bruxellois » ultérieur à la Commission européenne de Jacques Delors, il aurait ainsi contribué à « réconcilier le socialisme du gouvernement avec le marché, et les Français avec l'économie », mais selon Manuel Valls et des éditorialisates, c'est Pierre Mauroy, qui a « remis la France sur les rails » avec le tournant de la rigueur, son directeur adjoint du cabinet Jean Peyrelevade œuvrant aussi au « tournant de la rigueur » début 1983, tandis que l'institut de conjoncture créé à l'initiative du CNPF parlait à l'époque de « plan Mauroy-Delors ».
Mais selon l'économiste Christian Saint-Etienne, les sacrifices consentis en 1982 et 1983 pour ne pas sortir du SME sont "un choix éminemment politique qui est intervenu avant la perspective de l’euro". "C’est le rapport Delors de 1984" qui  ouvert la "perspective de la monnaie unique", complété plus tard par "les décisions de 1988-1989" et "les décisions de mars 1983", le moment où  François Mitterrand "a décidé, pour des raisons qui d’ailleurs n’étaient pas économiques, de rester dans le SME" ont été prises en France "alors qu’on n’était pas encore dans la perspective de la monnaie unique".

### Polémiques des années 2010 et 2020
La cure de rigueur découlant de l'épisode de 1981-1983, mise en place à l'époque en Italie, en Belgique et en France, a été évoquée trente ans après, lors du quinquennat président français François Hollande, en particulier par l'universitaire Eddy Fougier ou par Andreas Schockenhoff, vice-président du groupe parlementaire de la CDU, début janvier 2014 après l'annonce d'allègements de charges de 30 milliards d'euros pour les entreprises et 50 milliards d'économies supplémentaires en deux ans, la droite allemande saluant un "cap social-démocrate" de François Hollande.
Los de la décennie après, celle des années 2020, l'expression « tournant de la rigueur » est au contraire « jetée à la figure » de la gauche par le Rassemblement national pour souligner que « c'est sous un gouvernement de gauche que l'indexation des salaires a été supprimée ». « Mise en place en 1952 alors que l'inflation frôlait 20 % ». Selon d'autres points de vue, l'indexation des salaires aurait plutôt, lors du premier choc pétrolier de 1973, enclenché la « spirale tant redoutée » des prix et des salaires, contribuant à l'accélération de l'inflation lors du second choc pétrolier dans plusieurs pays (13 % en France en 1980 et en 1981).

## Dans la culture populaire
- Roman de Xavier Charpentier en 2023. L'épisode 1981-1983 est une des composantes de la trame d'un roman publié par Xavier Charpentier, aux Editions Plein Jour, en 2023, qui démarre par une année 1983 marquée aussi par la « marche des beurs » et l'élection du maire RPR de Dreux avec le soutien du Front national[94], qui réalise sa première percée électorale aux européennes de 1984 (10,95 % des suffrages)[95].

## Chronologie

### Dévaluations

#### Dévaluations de 1981
- 19 septembre 1979 : réévaluation du mark de 2%[43], la couronne danoise dévaluée de 3 %[42].
- 22 mars 1981 : lire italienne dévaluée de 6 %[42].
- 4 octobre 1981[96] : quelques mois après l'entrée en fonctions de François Mitterrand, le gouvernement dévalue le franc de 3 %, la lire dévaluée aussi[42], mark et florin réévalués de 5,5 %[42].
- 29 novembre : la couronne danoise dévaluée de 3 %[42].

#### Dévaluations de 1982
- 2 février 1982 : dévaluation de 8,5 % des francs belge et luxembourgeois, de 3 % de la couronne danoise[42], tournant politique belge vers l'austérité.
- 12 juin 1982[97] : nouvelle dévaluation du franc, de 5,75 %, et de 2,75 % de la lire dans le cadre d'une négociation européenne, avec une réévaluation de 4,25 % du mark et du florin[98].

#### Dévaluations de 1983
- 13 mars 1983 : 2e tour des municipales de 1983, la gauche « perd 31 grandes villes ».
- 21 mars 1983 : le mark allemand et le florin néerlandais sont réévalués de 4,25 % contre toutes les monnaies du Système monétaire européen. La lire italienne est dévaluée de 2,75 % face à toutes les monnaies du SME et le franc de 8 % par rapport au mark[75].

### Dévaluations de 1986
- 22 septembre 1985 : accords du Plaza sur les taux de change du dollar pour le faire baisser.
- 6 avril 1986[99], la France dévalue de 3 % le franc. Cette dévaluation est faite dans le cadre du système monétaire européen. En effet, les ministres de l'Économie et des Finances des douze pays de la Communauté européenne, réunis aux Pays-Bas, acceptent, à la demande de la France, un réajustement des parités des monnaies appartenant au SME[100].